# Сіднейська міська електричка
Сіднейська міська електричка (англ. Sydney Trains) — система ліній приміських електропотягів з підземними ділянками в центрі міста, що обслуговує місто Сідней, Новий Південний Уельс, Австралія. В системі використовується стандартна ширина колії, та живлення потягів від повітряної контактної мережі.

## Історія
Перша залізнична лінія в місті була відкрита у 1855 році, після відкриття першої лінії система активно розширялась. Перша електрифікована лінія
відкрилася у 1926 році, у тому ж році відкрилася перша підземна ділянка. Важливим етапом розвитку стало відкриття у 1932 році руху по мосту Гарбор-Брідж. Основні роботи по електрифікації ліній були завершені до 1948 року. Не задовго до початку олімпійських ігор були відкриті нові ділянки до Міжнародного аеропорту Кінгсфорда Сміта та до олімпійського парку. У 2008 році нове розширення системи, була відкрита переважно підземна 13 кілометрова ділянка між станціями Чатсвуд та Еппінг.

## Новітня історія
У травні 2012 року міністр транспорту штату оголосив про реструктирізацію системи, замість оператора CityRail була створена компанія Sydney Trains. При реструктурізації частина ліній буде передана Сіднейському метрополітену, що зараз знаходиться в стадії будівництва. Діючі лінії що підлягають передачі метрополітену будуть поетапно закриватися на реконструкцію та підключення до нових підземних ділянок. У зв'язку з реструктурізацією була зменшена кількість ліній до семи, частина ліній були об'єднані. В 2017 році ліній стало 8, восьму лінію створили виділивши частину другої лінії в окрему лінію.

## Лінії
| Лінія | Назва                           | Обслуговує                                                                |
| ----- | ------------------------------- | ------------------------------------------------------------------------- |
| (1)   | North Shore, Northern & Western | Північні та західні передмістя з центром.                                 |
| (1)   | Inner West & Leppington         | Внутрішньо західні та південно-західні райони.                            |
| (1)   | Bankstown                       | Кентербері-Банкстаун, частину Внутрішнього Заходу та Західний Сідней.     |
| (1)   | Eastern Suburbs & Illawarra     | Східні та південні передмістя з центром.                                  |
| (1)   | Cumberland                      | Західний Сідней (не проходить у центрі)                                   |
| (1)   | Carlingford                     | З півночі на південь , від передмістя Клайд до Карлінфорду.               |
| (1)   | Olympic Park                    | Сіднейський олімпійський парк.                                            |
| (1)   | Airport & South                 | Центральний діловий район з південно-західним передмістям через Аеропорт. |

## Режим роботи
Інтервал руху по буднях від 3-х хвилин на центральних ділянках, 5 — 10 хвилин на основних станціях та 15 хвилин на найвіддаленіших ділянках. У вихідні дні інтервал збільшується до 10 хвилин у центрі та до 30 хвилин на віддалених від центра ділянках ліній. З 1989 року вночі приблизно по маршрутам ліній курсують автобуси з інтервалом в одну годину.

## Галерея

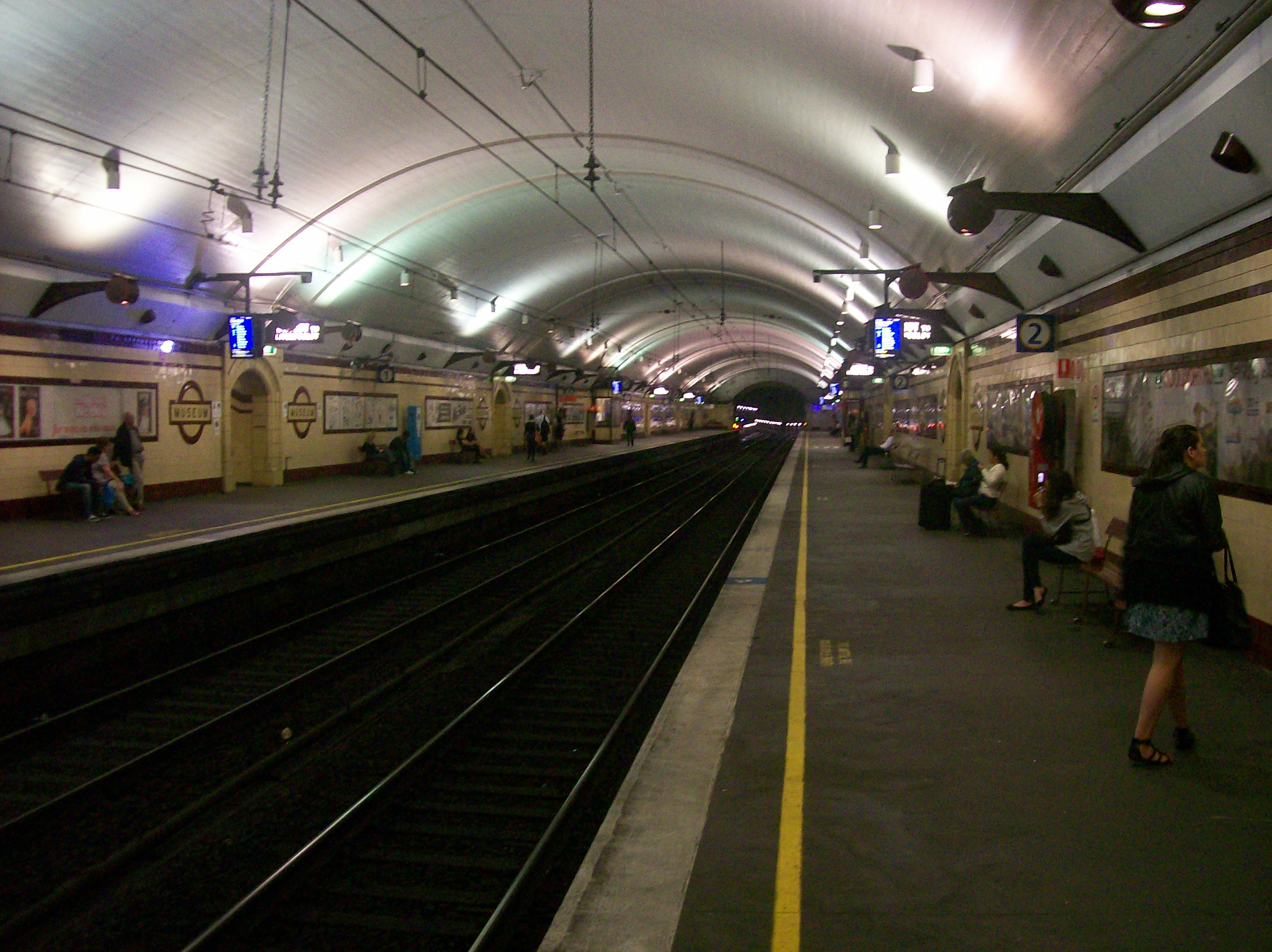
Підземна станція «Museum»
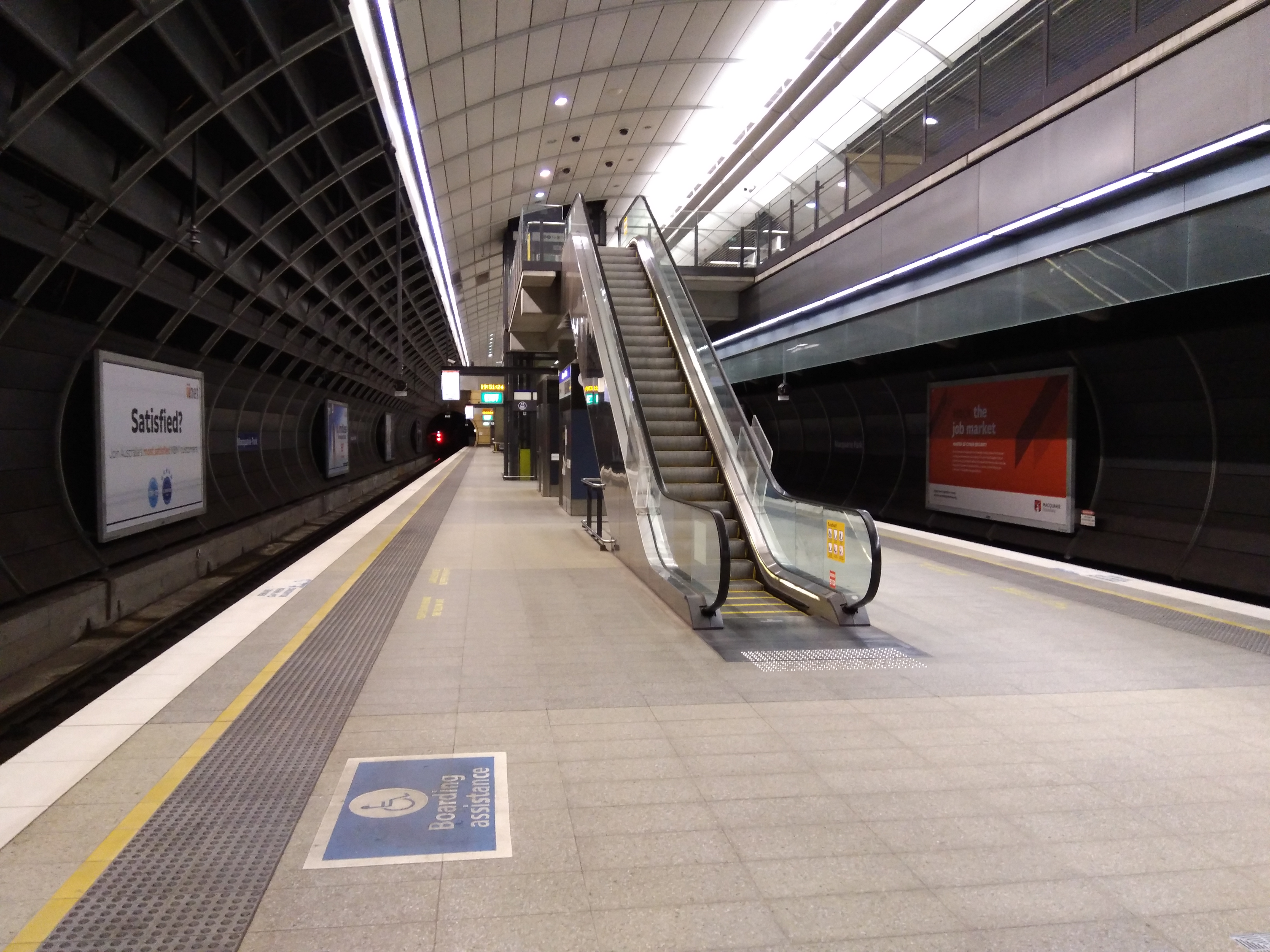
Платформа підземної станції «Macquarie Park»
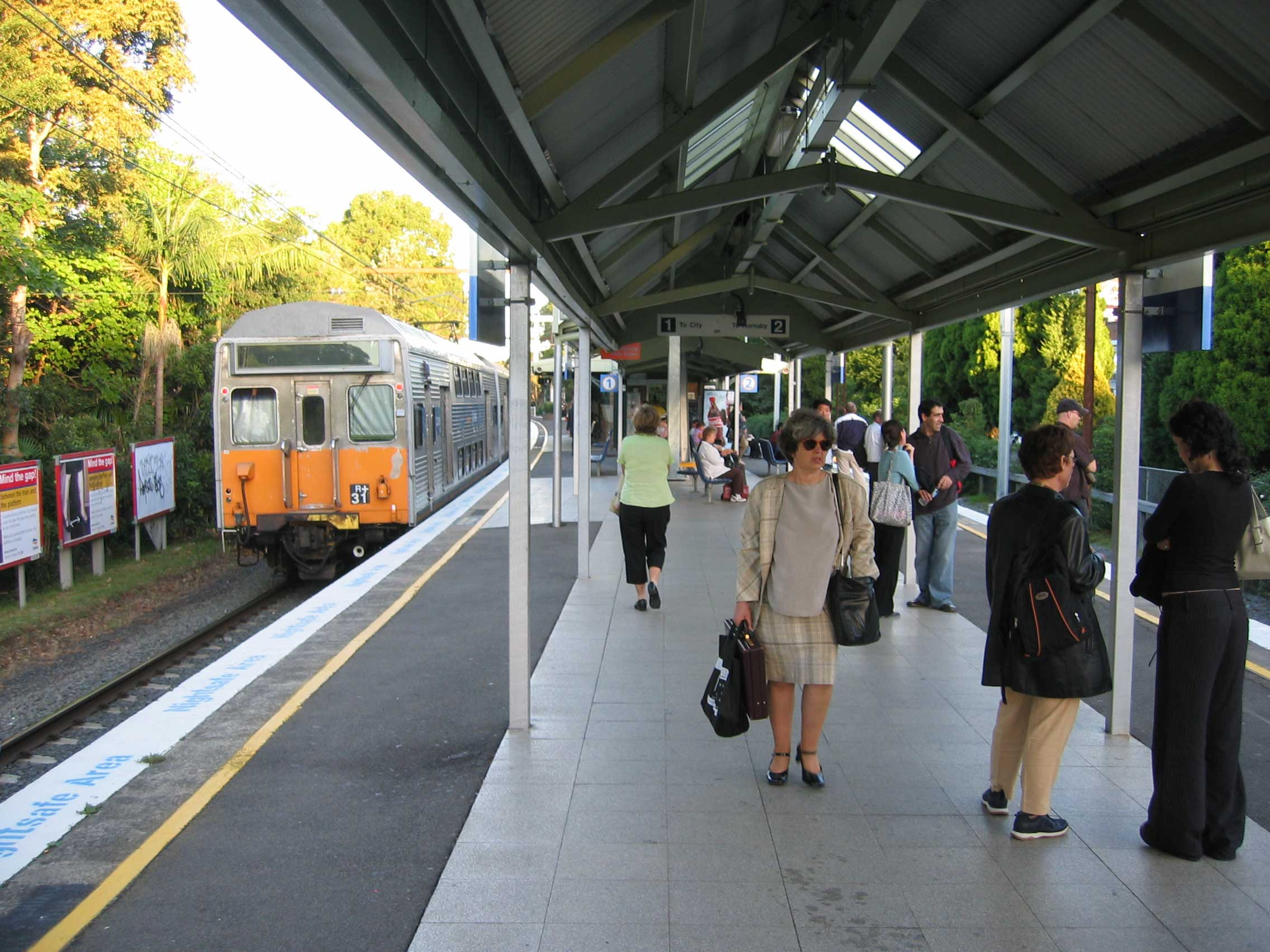
Платформа наземної станції «Artarmon»
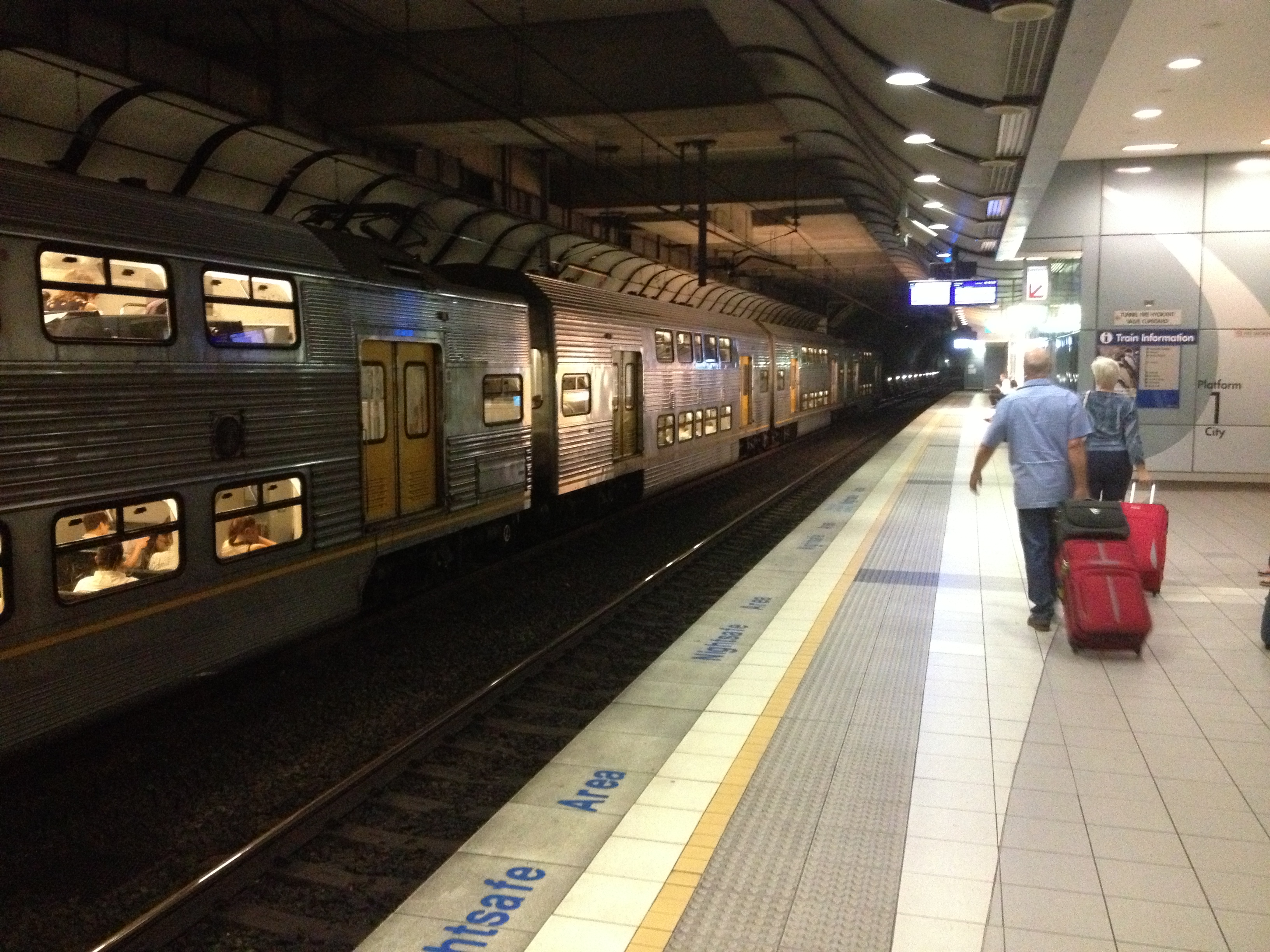
Двоповерховий вагон на підземні станції «Sydney Domestic»